# Émilie Schindler
Pour les articles homonymes, voir Schindler.
Émilie Pelzi Schindler (née le 22 octobre 1907 à Alt Moletein (actuellement Stary Maletín), Margraviat de Moravie (Autriche-Hongrie), actuellement République tchèque, et morte le 5 octobre 2001 à Berlin, Allemagne) est l'épouse d'Oskar Schindler. Elle est Juste parmi les nations pour sa participation, avec son mari, au sauvetage de 1 200 Juifs.

## Biographie
Née en 1907 dans les Sudètes, Émilie Pelzi épouse Oskar Schindler le 6 mars 1928 à Alt Moletein.
Elle aide à sauver 1 200 Juifs, au moins, des camps de concentration durant la Seconde Guerre mondiale, notamment en les faisant travailler dans les fabriques de son mari, en les protégeant et en les nourrissant. Au début de l'année 1945, l’usine Schindler, en Pologne, est entourée de barbelés électrifiés et surveillée par plus de deux cents SS. Émilie Schindler et son mari vivent dans l'angoisse que les troupes allemandes découvrent leurs efforts pour sauvegarder les travailleurs juifs. Les efforts d'Oskar et Émilie Schindler inspirent La Liste de Schindler, un film de 1993 réalisé par Steven Spielberg. Un documentaire sur Émilie Schindler est également réalisé par Annette Baumeister pour Arte, Emilie Schindler. Une liste, une héroïne.
Après la guerre, le couple émigre en Argentine, avant de se séparer en 1957, et ne s'est plus jamais revu par la suite. Elle vit toujours en Amérique du Sud lors de la sortie du film de Steven Spielberg, touchant une pension mensuelle de 650 dollars du gouvernement allemand ainsi que de courts émoluments de la part d’Israël. En 1998, le gouvernement argentin décide de lui accorder une pension de 1 000 dollars par mois pour améliorer sa situation financière.
En mai 1994, Émilie Schindler reçoit le titre de Juste parmi les nations en tant que personnalité non-juive s'étant portée au secours des Juifs durant la Shoah,. Miep Gies, qui a préservé Le Journal d'Anne Frank jusqu'à sa publication, reçut le même honneur par la même occasion. L'ancien époux d'Émilie Schindler porte aussi le titre de Juste parmi les nations.
Émilie Pelzi Schindler rentre finalement en Allemagne, où elle décéde d'un arrêt cardiaque dans un hôpital de Berlin, à l'âge de 93 ans, le 5 octobre 2001.
L'actrice britannique Caroline Goodall interpréte en 1993 le rôle d'Émilie Schindler dans le film La Liste de Schindler de Steven Spielberg.